# برقع أفغاني

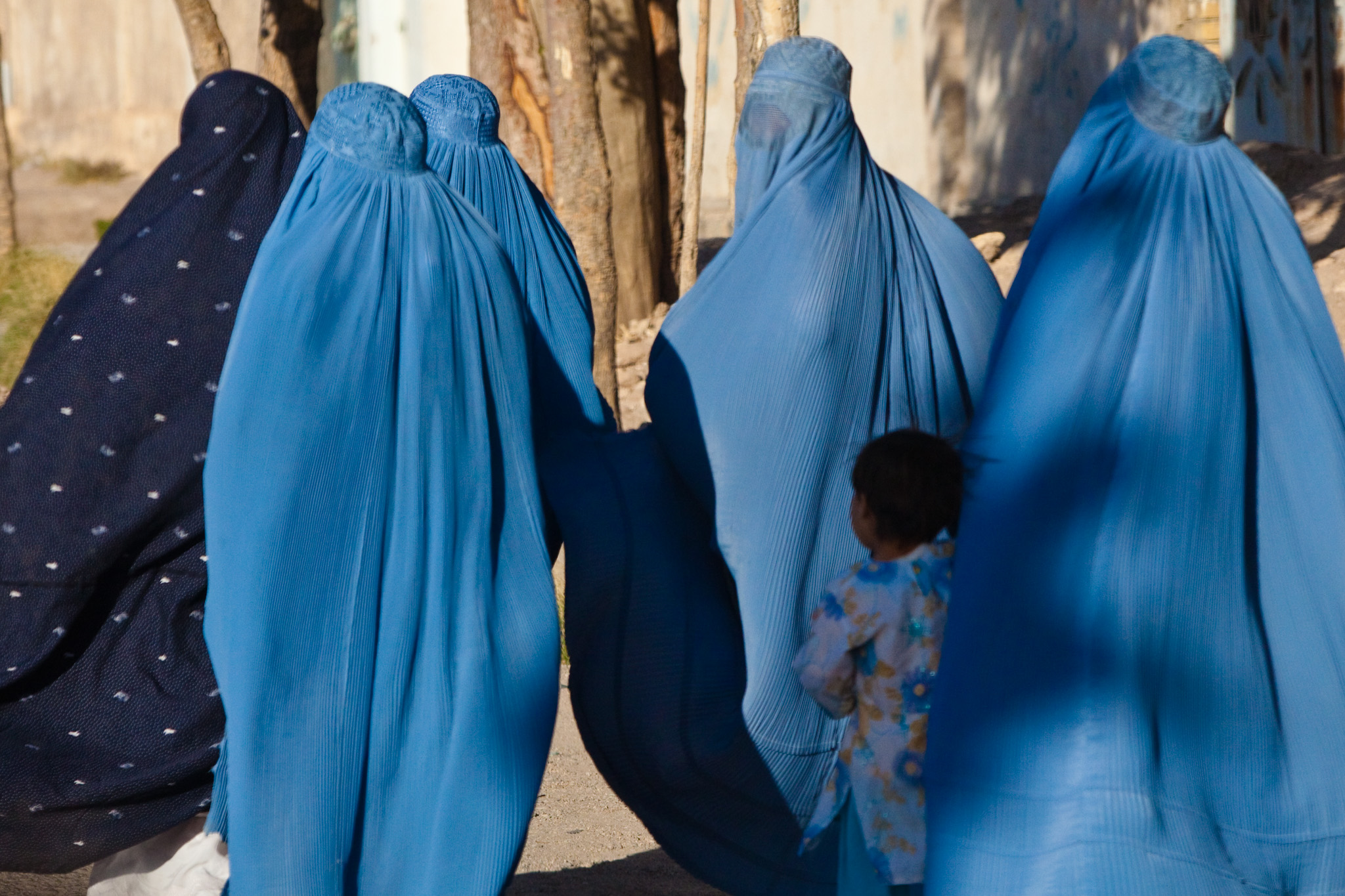
مجموعة من النساء يرتدين البرقع

البرقع الأفغاني هوَ نوعٌ محلي من البراقع ترتديه الأفغانيات لتغطية وجوههن وأجسامهن، بهدف اتباع التعاليم الإسلامية، يمتاز بوجود شبكة ضيقة الفتحات على الوجه لتتمكن النساء الرؤية من خلالها، وغالبية البراقع في أفغانستان زرقاء اللون، ولا أحد يَعرف على وجه الدَقة لماذا اللون الأزرق بالذات، ولكن يُوجد أيضاً ألوان أخرى بنسبة قليلة كالأبيض والأخضر والأصفر

## منع ارتداء البرقع
قامت العديد من الدول في مختلف قارات العالم خصوصا أفريقيا، آسيا وأوروبا بمنع ارتداء البرقع، بل هناك من منعت صنعه، بيعه، أو التجارة فيه وذلك لأسباب مختلفة أهمها تلك المتعلقة بالأمن وسلامة المواطنين خاصة بعد تكرر الهجمات الإرهابية التي تستعمل هذا النوع من اللباس في العقد الأخير.
في يناير 2017، منع المغرب صنع، بيع، والمتاجرة في هذا النوع من البرقع.

## أفريقيا

### الكاميرون
بعد الهجمة الانتحارية الثانية في فوتوكول وذلك يوم 12 يوليو من سنة 2015، اتخدت المنطقة الشمالية في الكاميرون قرارا بمنع ارتداء البرقع لمدة 5 أيام بعد هذه الحادثة،
وبعد أسبوع قامت المناطق الجنوبية ثم الوسطية بمنع صنع، بيع أو ارتداء البرقع الأفغاني.

### المغرب
ابتداء من يناير سنة 2016، قامت وزارة الداخلية المغربية بمنع صنع أو بيع والتجارة في هذا النوع من الملابس، حيث أرسلت العديد من الإنذارات للعديد من صناع البرقع الأفغاني، وذلك في مدن محددة على وجه الخصوص،
وبحسب الصحافة المغربية فإن السبب الذي جعل وزارة الداخلية تقدم على هذا القرار هو الأمن وحفضا لسلامة المجتمع المدني.

### السنغال
من أجل مواجهة تنظيم بوكو حرام وتنظيمات إرهابية أخرى، قررت السلطات السنغالية منع ارتداء البرقع وذلك ابتداء من يوم 17 نوفمبر 2015.

### تشاد
بعد التفجير الإرهابي الكبير الذي هز عاصمة تشاد انجمينا يوم 15 يونيو من سنة 2015، والذي توفي على إثره 33 شخص، قررت الحكومة التشادية منع ارتداء البرقع وذلك بعد يومين فقط من هذه الحادثة أي يوم 17 يونيو 2015.

## آسيا

### أفغانستان
في إجراء جديد للتضييق على حقوق النساء منذ عودتها للحكم، طلبت سلطات طالبان في أفغانستان من مذيعات التلفزيون في المحطات المحلية تغطية وجوههن أثناء الظهور على الهواء بعد أيام من أوامر أصدرتها السلطات للنساء بارتداء البرقع في الأماكن العامة. وخلال حكم طالبان السابق من عام 1996 إلى 2001، كان النقاب الأزرق الشامل إلزاميا للنساء.

### طاجكستان
قامت السلطات الطاجكستية بمنع ارتداء كل من البرقع الأفغاني، النقاب ثم الحجاب وذلك مواجهةً للإسلام الراديكالي، حيث عللت الحكومة فعلتها هذه قائلة: 

#### أفغانستان

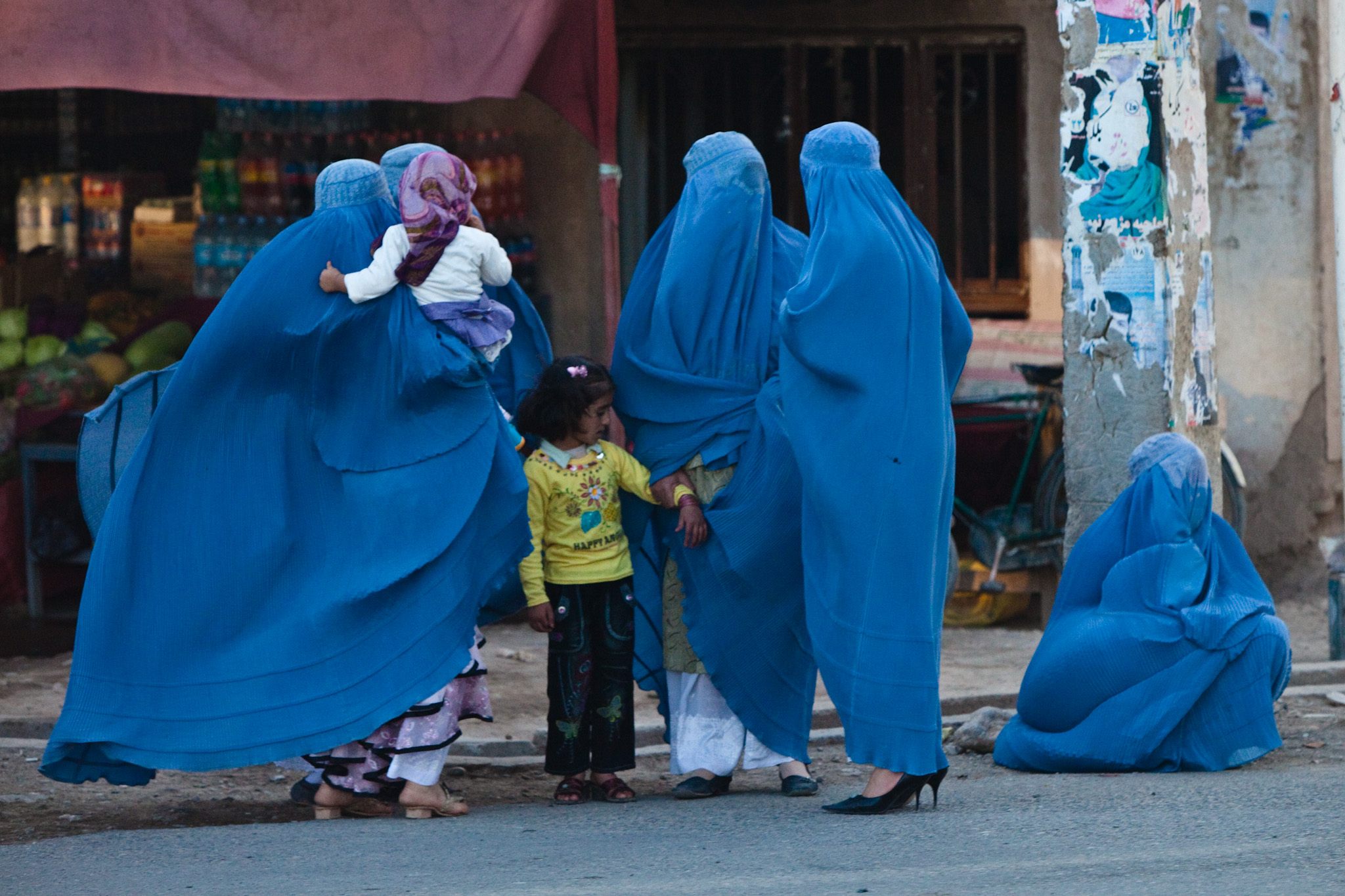
نساء أفغانيات محليات يرتدين البرقع في أحد الشوارع عام 2009

نساء يرتدين البرقع بألوان مختلفة في أفغانستان عام 1975

يغطي الشداري الأفغاني الكامل وجه مرتديه بالكامل باستثناء منطقة صغيرة حول العينين، والتي تغطيها شبكة أو مصبغة مخفية. عادة ما تكون زرقاء فاتحة في منطقة كابول، وأبيض في الشمال في مزار الشريف وبني وأخضر في قندهار في الجنوب.
قبل استيلاء طالبان على السلطة في أفغانستان، نادرًا ما كان يتم ارتداء الشداري في المدن، وخاصة كابول.  أثناء وجودهم في السلطة، طلبت طالبان ارتداء الشداري في الأماكن العامة.  رسميًا، مطلوب في ظل النظام الأفغاني الحالي، اعتبارًا من 8 مايو 2022. استخدام التشاداري في بقية أفغانستان متغير ولوحظ أنه يتراجع تدريجيًا في كابول، حتى سقطت المدينة في أيدي حركة طالبان في 15 أغسطس 2021. بسبب عدم الاستقرار السياسي في هذه المناطق، فإن النساء اللواتي قد لا يميلن إلى ارتداء الشداري  يجب القيام بذلك من باب السلامة الشخصية، بحسب خالد حنفي. أعلنت حركة طالبان، بعد أن استولت على أفغانستان، أنه بينما يمكن للمرأة أن تعود إلى العمل، يجب أن ترتدي الحجاب دائمًا خارج المنزل، في حين أن البرقع ليس إلزاميًا.  لكن الخوف من القمع أدى إلى زيادة كبيرة في بيع البرقع في كابول، حيث اشترت النساء الثوب من مقاتلي طالبان من أجل سلامتهم الشخصية..[بحاجة لمصدر] في مايو، أصدرت حركة طالبان مرسوما يقضي بأن ترتدي جميع النساء في الأماكن العامة البرقع.

#### الصين
في عام 2017، حظرت الصين البرقع في منطقة شينجيانغ الإسلامية.

#### الهند
من بين السكان المسلمين في الهند (حوالي 14.2 ٪ اعتبارًا من تعداد 2011)، البرقع ((بالهندية: बुरक़ा)‏, (بالأردوية: بُرقع)‏) كان شائعًا في السابق في العديد من المناطق، مثل دلهي القديمة، على سبيل المثال.  في نظام الدين باستي، التزام المرأة بارتداء البرقع يعتمد على عمرها، بحسب مخبر محلي.: يجب على الشابات غير المتزوجات أو الشابات المتزوجات في سنوات زواجهن الأولى ارتداء البرقع. ومع ذلك، بعد ذلك يقرر الزوج عادة ما إذا كانت زوجته ستستمر في ارتداء البرقع. بالإضافة إلى ذلك، فإن البرقع الهندي هو عباءة سوداء رفيعة تختلف عن الأسلوب الذي يتم ارتداؤه في أفغانستان.

#### سريلانكا
في أبريل 2019، تم حظر ارتداء الملابس التي تغطي الوجه في سريلانكا في أعقاب تفجيرات عيد الفصح 2019 من قبل الجهاديين.

#### سوريا
سوريا دولة بعثية ولا تشجع على ارتداء الحجاب.  أعلن غياث بركات، وزير التعليم العالي السوري، أن الحكومة ستمنع الطلاب والمدرسين والموظفين من تغطية الوجوه في الجامعات، مشيرًا إلى أن الحجاب يتعارض مع «المبادئ العلمانية والأكاديمية للبلاد.».

## أوروبا

### ألمانيا
في 27 أبريل من سنة 2017، قامت السلطات الألمانية بسن قرار يمنع ارتداء البرقع الأفغاني في أماكن محددة، هذا بالإضافة إلى عدم ارتدائه عند مزاولة بعض المهن، وكذلك نزعه عند الضرورة على غرار رغبة الوكالات العامة في رؤية الوجه للتأكد من الشخص وما إلى ذلك.

### بلجيكا
في بلجيكا، يمنع ارتداء البرقع الأفغاني (وحتى النقاب) في الأماكن العمومية، لكن هذا لا ينطبق على جميع المناطق هناك، بل فقط بعض المدن المحددة على غرار العاصمة بروكسيل وماسايك.

### بلغاريا
تم منع ارتداء البرقع في بلغاريا وذلك من أجل مواجهة الارتفاع المهول في عدد مرتديه وكذلك مواجهةً للسلفية، حيث أن المقاطعة العامة في بازارجيك صوتت يوم 27 أبريل 2016 على قرار منعه وجاء في القرار: 
هذا وقد صوت 35 شخصا لصالح هذا القرار، بينما رفضه اثنان فقط، وبعد هذه الواقعة، تبع المجتمع البلغاري نهج مقاطعة بازارجيك وذلك في كل من ستارا زاغورا (قرار 28 أبريل 2016)، وكذلك في بورغاس (قرار 1 يونيو 2016).

### فرنسا
يٌمنع حسب القانون الصادر في 11 أكتوبر من سنة 2011 ارتداء البرقع في أماكن عامة بفرنسا، كما يتم تقييد هذا الارتداء بشروط وقوانين لضمان عدم انتشاره، خصوصا وأنه يمنع من التعرف على هوية الشخصية التي ترتديه.

### لاتفيا
في الثامن عشر من يناير سنة 2016، أعلن وزير العدل اللاتفي دزينتار عن اتخاده قرارا بمنع ارتداء البرقع لأسباب أمنية، وكذلك قصد حماية الفضاءات العمومية، وقد تم الموافقة على مشروع قراره، وذلك يوم 21 أبريل 2016، لتعلن الحكومة فيما بعد تبني هذا القرار وذلك ابتداء من فاتح يناير 2017.

### اللوكسمبورغ
كما حصل في بلجيكا، فسلطات لوكسمبورغ تمنع ارتداء البرقع في مجموعة من المناطق، وقد سنت قرارا بهذا الخصوص، حيث ذكرت: 

### هولندا
حاولت أستاذة ارتداء البرقع في ثانوية ما، لكنها مٌنعت بعد ذلك بوقت وجيز، وقد عٌلل سبب هذا المنع بالآتي: 
في 27 نوفمبر 2015، قررت الحكومة تبني مشروع قرار جديد يمنع ارتداء البرقع نهائيا، لكن هذا المشروع لم يٌطبق بعد على أرض الواقع، حيث لا زال ينتظر موافقة غرفتا نقاش.

### سلوفينيا
في 23 نوفمبر 2015، قرر الحزب الديموقراطي السلوفيني سن مشروع قرار يهدف إلى منع ارتداء البرقع، وذلك راجع لأسباب ثقافية وأمنية، هذا ولم يٌبد المجتمع المسلم السلوفيني أي ردة فعل تجاه هذا القرار، بينما دعمته الكنيسة الصربية الأرثوذكسية.